# Baramella quadrispina
Baramella quadrispina – gatunek kosarza z podrzędu Laniatores i rodziny Podoctidae. Jedyny znany przedstawiciel monotypowego rodzaju Baramella.

## Występowanie
Gatunek jest endemiczny dla wyspy Borneo.